# Westcarpapyrus

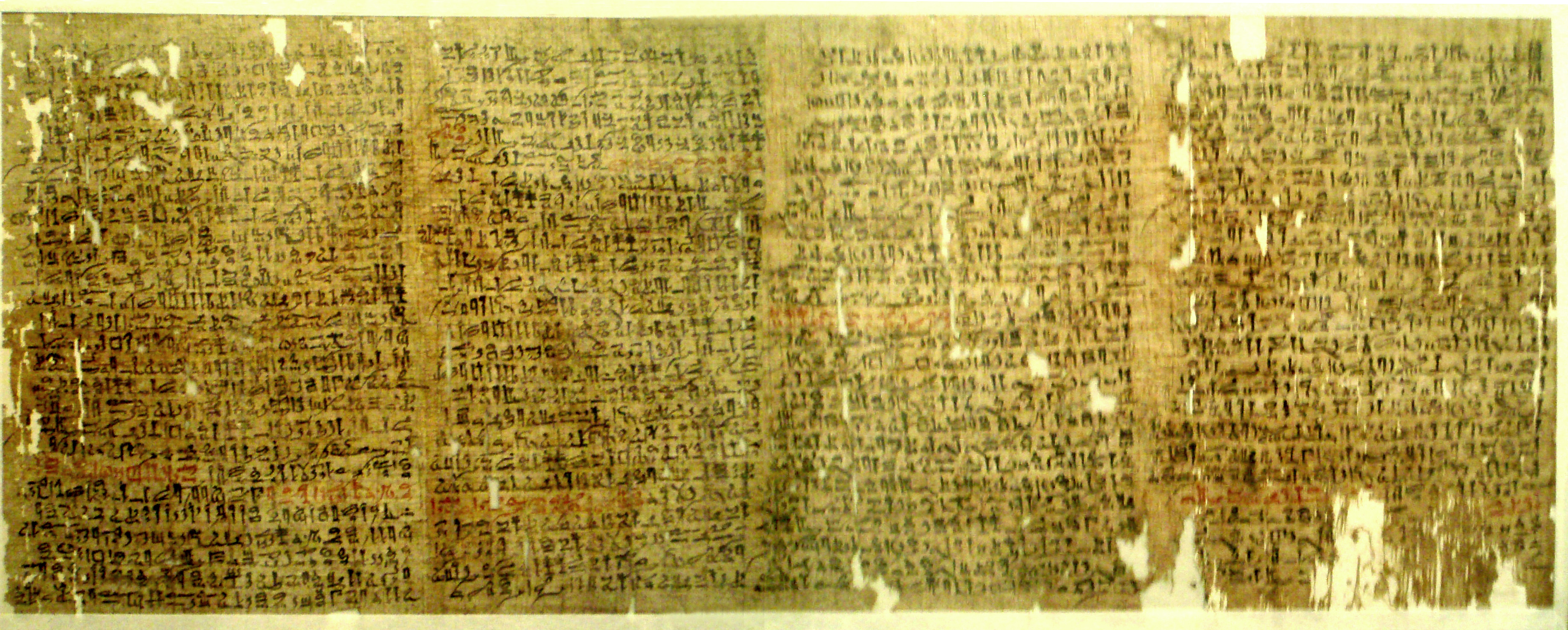

De Westcarpapyrus is een papyrus dat handelt over de 4e en 5e dynastie, maar te dateren is in het Middenrijk. Het werd genoemd naar Henry Westcar, die het in Egypte had gekocht en wordt nu bewaard het Museum van Berlijn. Het begin en einde van de papyrus was afgescheurd.
De eerste drie koningen van de 5e dynastie (Oeserkaf, Sahoere en Neferirkare) zouden volgens deze zonen zijn van de zonnegod Ra en een menselijke moeder. Het was Djedefre van de 4e dynastie die de titulatuur van "zoon van Ra" definitief de zijne maakte (mogelijk verwijzend naar zijn vader Choefoe (Cheops) die zulke grootse werken naliet). Het is niet zeker of het hier gaat over een verhaal uit de 5e dynastie dan wel een  uitvinding is van het Middenrijk. Het is in ieder geval duidelijk dat de zonnecultus belangrijker werd onder deze twee dynastieën uit het Oude Rijk. De bouw van zonnetempels tijdens deze periode wijst hier onder andere op.